# 藤原城主
藤原 城主（ふじわら の しろぬし）は、平安時代初期の貴族。藤原北家、参議・藤原楓麻呂の子。官位は従五位上・下野守。

## 経歴
延暦18年（799年）従五位下に叙爵。延暦23年（804年）宮内少輔次いで民部少輔に任ぜられる。
桓武朝末の延暦25年（806年）正月に下総介に任ぜられる。同年2月に一旦典薬頭に遷るが、平城天皇即位後の同年4月に下総介に再任されている。大同3年（808年）従五位上に叙される。また、時期は不明ながら下野守も務めた。

## 官歴
注記のないものは『六国史』による。
- 時期不詳：正六位上
- 延暦18年（799年）5月10日：従五位下
- 延暦23年（804年）2月18日：宮内少輔。4月8日：民部少輔
- 延暦25年（806年）正月28日：下総介。2月24日：典薬頭。4月12日：下総介
- 大同3年（808年）正月25日：従五位上
- 時期不詳：下野守[1]

## 系譜
『尊卑分脈』による。
- 父：藤原楓麻呂
- 母：不詳
- 生母不詳の子女
  - 長男：藤原行道（787-855）
  - 次男：藤原伊利
  - 三男：藤原行縄
  - 四男：藤原行人